# ام‌اس ایزابل
ام‌اس ایزابل (به انگلیسی: MS Isabelle) یک کشتی است که طول آن ۱۶۹٫۴۰ متر (۵۵۵ فوت ۹ اینچ) می‌باشد. این کشتی در سال ۱۹۸۹ ساخته شد.